# Louis de Funès
Louis Germain David de Funès de Galarza ([lui də fy.nɛs]; 31. července 1914 Courbevoie – 27. ledna 1983 Nantes) byl francouzský herec a komik španělského původu. Od mládí působil v divadle a po roce 1945 odehrál desítky epizodních rolí ve filmu. Jako komik se až ve svých padesáti letech stal filmovou hvězdou v celoevropském měřítku. Proslavily jej filmy o četníkovi ze Saint-Tropez, spolupracoval také s dalšími významnými herci (Bourvil, Jean Marais, Jean Gabin, Annie Girardotová). Dlouhodobě patřil ke komerčně nejúspěšnějším francouzským hercům; každý jeho film měl v kinech návštěvnost v řádech miliónů diváků. V roce 1973 obdržel Řád čestné legie, v roce 1980 získal čestného Césara za celoživotní přínos francouzské kinematografii.

## Život
Narodil se jako nejmladší ze tří dětí nedaleko Paříže rodičům, kteří přišli do Francie v roce 1904 ze španělské Sevilly. Jeho otec Carlos Luis de Funès de Galarza (1871–1934) byl původně právník a pocházel z baskické šlechtické rodiny. Ve Francii obchodoval s klenoty. Na počátku 30. let se přestěhoval do Venezuely a nakonec zemřel na tuberkulózu v Málaze. Matka Leonor Soto y Réguéra (1878–1957) se narodila v městečku Ortigueira v Galicii. Louis měl sestru Marii (1909–1993), která se provdala za režiséra Françoise Gira. Bratr Charles (1908–1940) byl mobilizován do francouzské armády po vypuknutí druhé světové války a v květnu 1940 padl v boji během bitvy o Francii.

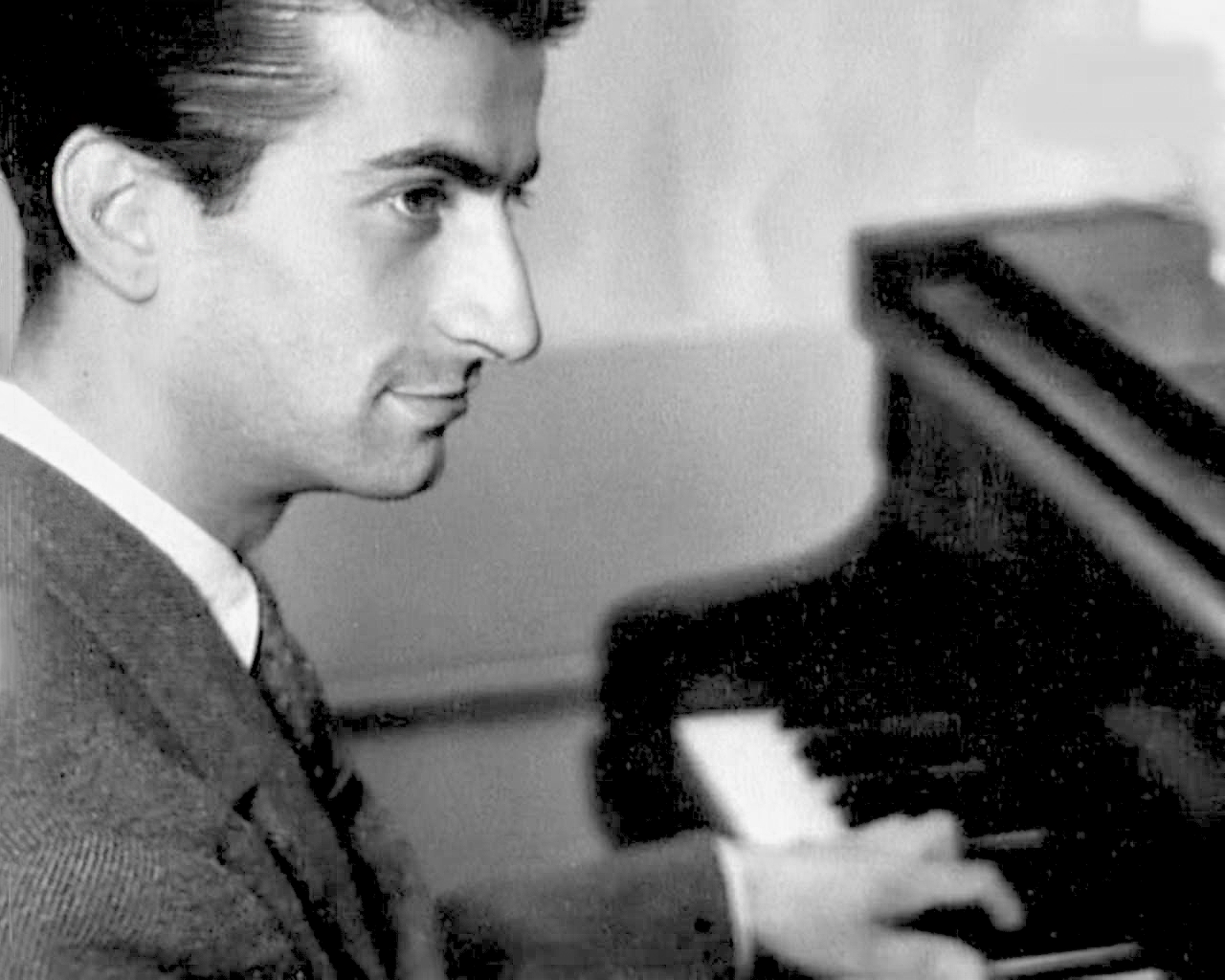
Funès jako barový pianista v roce 1943

V dětství se věnoval kreslení a hře na klavír. Kromě francouzštiny dobře ovládal i španělštinu a angličtinu. Než se stal hercem, Louis neúspěšně vystřídal řadu zaměstnání: byl kožešník, dekoratér, aranžér, účetní, prodavač. V roce 1932 se zapsal na Technickou školu fotografie a filmu, ale nedokončil ji. Koncem třicátých let začal pracovat jako pianista v pařížské čtvrti Pigalle, kde často hrál na piano jazz, a časem si získal velmi dobrou pověst. Při hře na klavír bavil hosty svými komickými grimasami. V roce 1942 se zapsal na Simonovy herecké kurzy a ve třiceti letech dostal první divadelní roli, kterou mu zprostředkoval jeho spolužák Daniel Gélin. V roce 1946 se spolu objevili ve filmu La tentation de Barbizon, kterým započala Funèsova filmová kariéra. Více než deset let hrál nepatrné role v řadě filmů a současně byl klavíristou a hercem malých divadelních souborů.
De Funès měl problémy se srdcem a s každou svojí rolí, ve kterých představoval různé cholerické postavy, riskoval srdeční infarkt. Postupně prodělal dva srdeční infarkty, které zhoršily jeho kondici a zvýšily riziko úmrtí. Nakonec se mu stal osudným třetí infarkt, jejž prodělal několik měsíců po skončení natáčení filmu Četník a četnice a na který nakonec dne 27. ledna 1983 také zemřel ve věku 68 let.

### Soukromý život

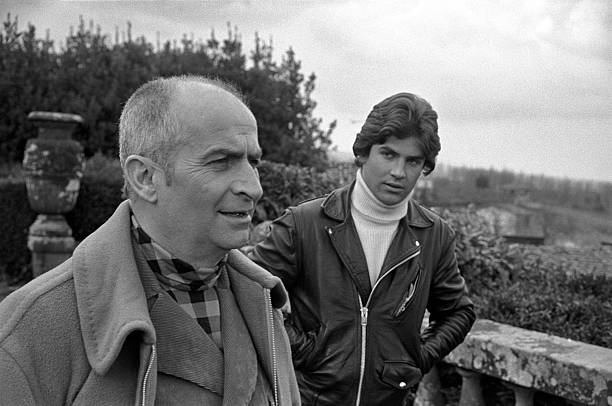
Funès se svým synem Olivierem v roce 1970

V roce 1936 se oženil s Germaine Carroyer (1915–2011), s níž měl syna Daniela (* 1937). V roce 1942 se rozvedli. O rok později se oženil s Jeanne Barthelémy de Maupassant (1914–2015), praneteří Guy de Maupassanta, s níž měl dva syny: Patricka (* 1944) a Oliviera (* 1949). S Jeanne se seznámil v hudební škole, kde studoval hru na klavír. Patrick je lékařem, Olivier se několik let věnoval herectví a hrál v několika filmech společně s otcem. Později pracoval jako pilot letadel Concorde pro Air France. Louis de Funès miloval svoji rodinu, zahradu a film. Od roku 1967 žil na zámku Clermont na Loiře u Nantes, který zdědila jeho manželka po své tetě. Rád trávil čas ve skleníku, kde se věnoval růžím.
Louis de Funès byl tradiční katolík a dlouhodobě podporoval arcibiskupa Lefebvra a Kněžské bratrstvo sv. Pia X. (FSSPX). V závěti odkázal FSSPX třetinu svého majetku.

## Kariéra v divadle a ve filmu
Ve výraznějších rolích se Funès začal objevovat od roku 1956. Po filmu Napříč Paříží, kde hrál s Gabinem a Bourvilem, dostal poprvé hlavní roli ve filmu Smolař. Za svůj výkon byl v roce 1957 oceněn Velkou cenou smíchu. V divadle zaznamenal velký úspěch ve hře Clauda Magniera Oskar, kde se plně projevil jeho komický talent, schopnost improvizace a fyzická zdatnost. Po turné v severní Africe a oblastních divadlech ve Francii byla hra uvedena roku 1961 v Paříži a Funès hrál i ve filmové adaptaci z roku 1967. Na divadelních prknech se k ní vrátil ještě v roce 1971 a na pozvání manželky prezidenta Pompidoua hru uvedl i v Elysejském paláci.
Sám Funès uváděl jako svůj první velký úspěch film Pouic-Pouic (1963), skutečný triumf přišel v roce 1964 s prvním filmem o četníkovi ze Saint-Tropez, do nějž jej proti vůli producentů angažoval režisér Jean Girault. Ve spolupráci s Bourvilem dosáhl pak největšího úspěchu s filmem Velký flám (1966), který si se 17 milióny diváků dlouhodobě držel první pozici v návštěvnosti francouzských kin. Naopak problematickou se ukázala spolupráce s jinými významnými herci, kteří se těžko smiřovali s rostoucí popularitou komika z okrajových bulvárních divadel a jeho stylem herectví. Týkalo se to například natáčení série o Fantomasovi s Jeanem Maraisem nebo filmu Tetovaný (1968) s Jeanem Gabinem.
Kromě četnické série a trilogie o Fantomasovi točil úspěšné adaptace divadelních her (Oskar, 1967). Na přelomu 60. a 70. let dvacátého století se zařadil mezi komerčně nejúspěšnější francouzské herce, každý jeho film viděly ve francouzských kinech milióny diváků. Oblíbený byl v celé západní Evropě, ale také ve východním bloku včetně Sovětského svazu nebo bývalého Československa, kde k jeho popularitě přispěl dabing Františka Filipovského. Zatímco filmy o četníkovi ze Saint-Tropez měly kvalitativně sestupnou tendenci a i další Funèsovy filmy se jen zřídka setkaly s kladným ohlasem kritiků, v USA se prosadil s mezinárodně srozumitelnou satirou Dobrodružství rabína Jákoba (1973).
Celkem v jedenácti filmech byla jeho partnerkou Claude Gensacová.
Aktivity ve filmu i v divadle musel omezit po prodělání dvou infarktů počátkem 70. let; ze zdravotních důvodů také ukončil své angažmá v divadle (1973). S Annie Girardotovou později natočil film Jeden hot a druhý čehý (1978), divácký ohlas měly i další adaptace osvědčených divadelních předloh (Lakomec, 1980). Jeho posledním filmem byla závěrečná část četnické série Četník a četnice (1982).

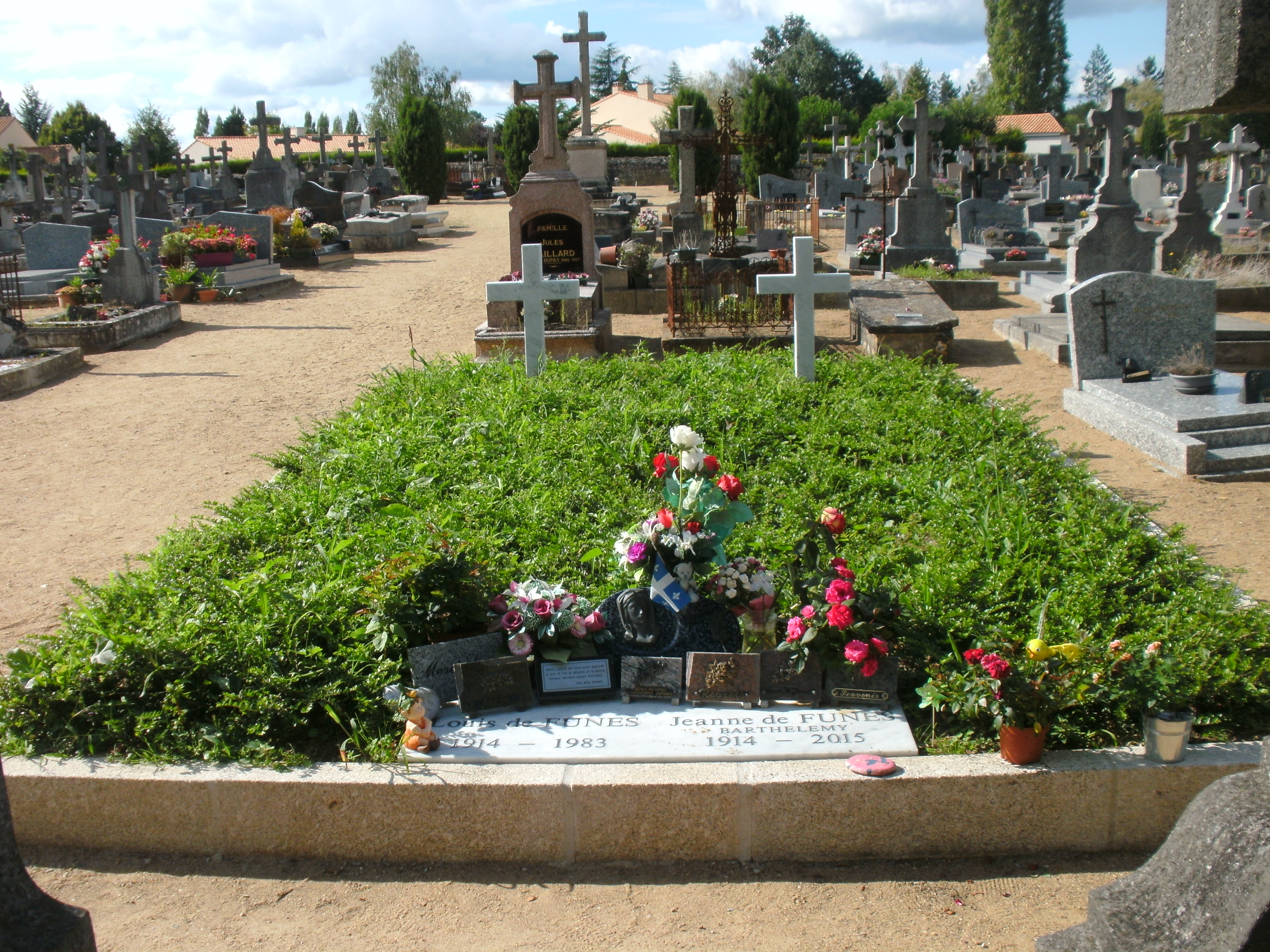
Hrob de Funèse a jeho ženy Jeanne v obci Le Cellier u zámku Clermont v regionu Pays de la Loire

Jeho herecký styl se opíral o živelnou komiku a neuvěřitelné mimické schopnosti, jež zdědil hlavně po matce, které mu vynesly přezdívku Muž tisíce tváří, nebo Muž s tváří z gumy.
Kromě divadla a filmu Funès účinkoval i v rozhlase, kde si popularitu získala především jeho interpretace La Fontainových bajek.

## Filmografie

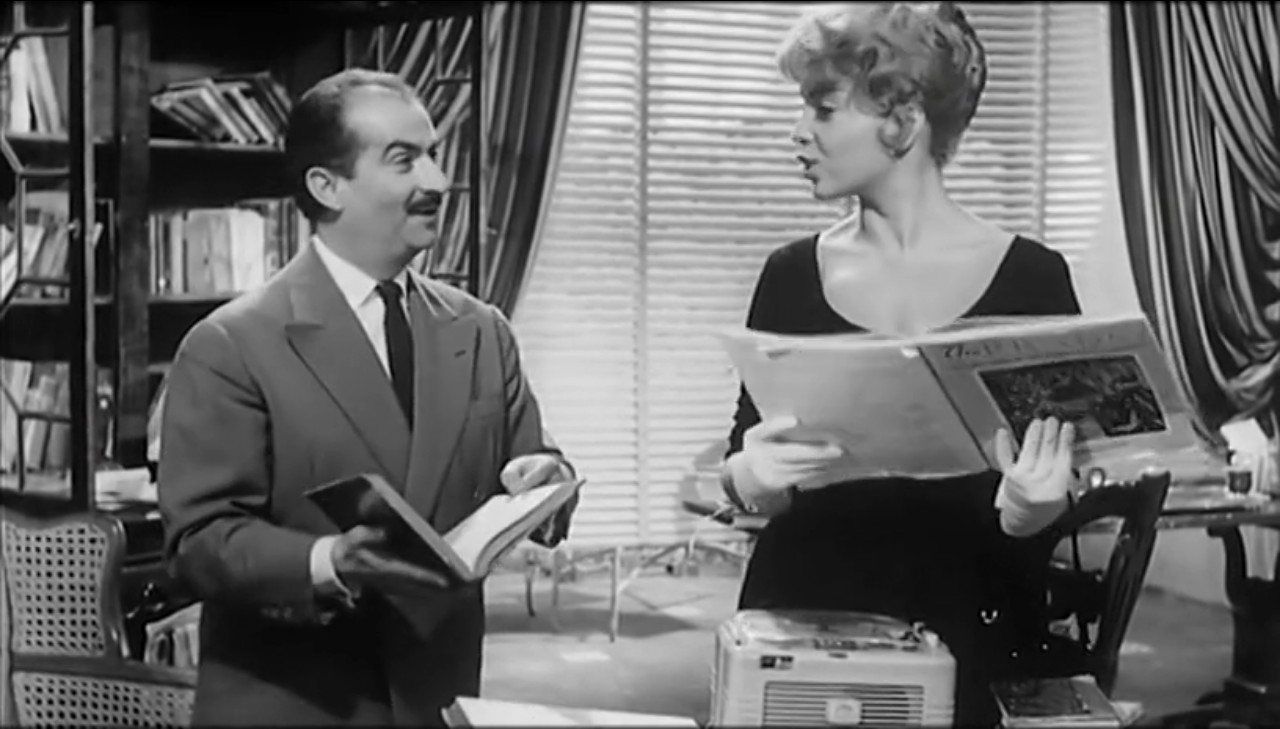
Louis de Funès a Abbe Lane ve filmu Totò v Madridu, 1958

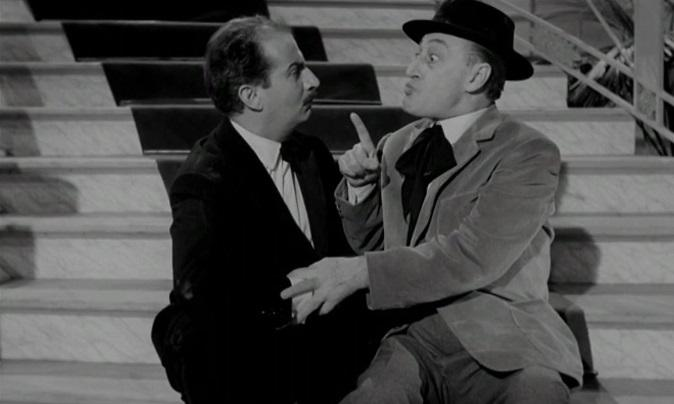
Funès a italský komik Totò

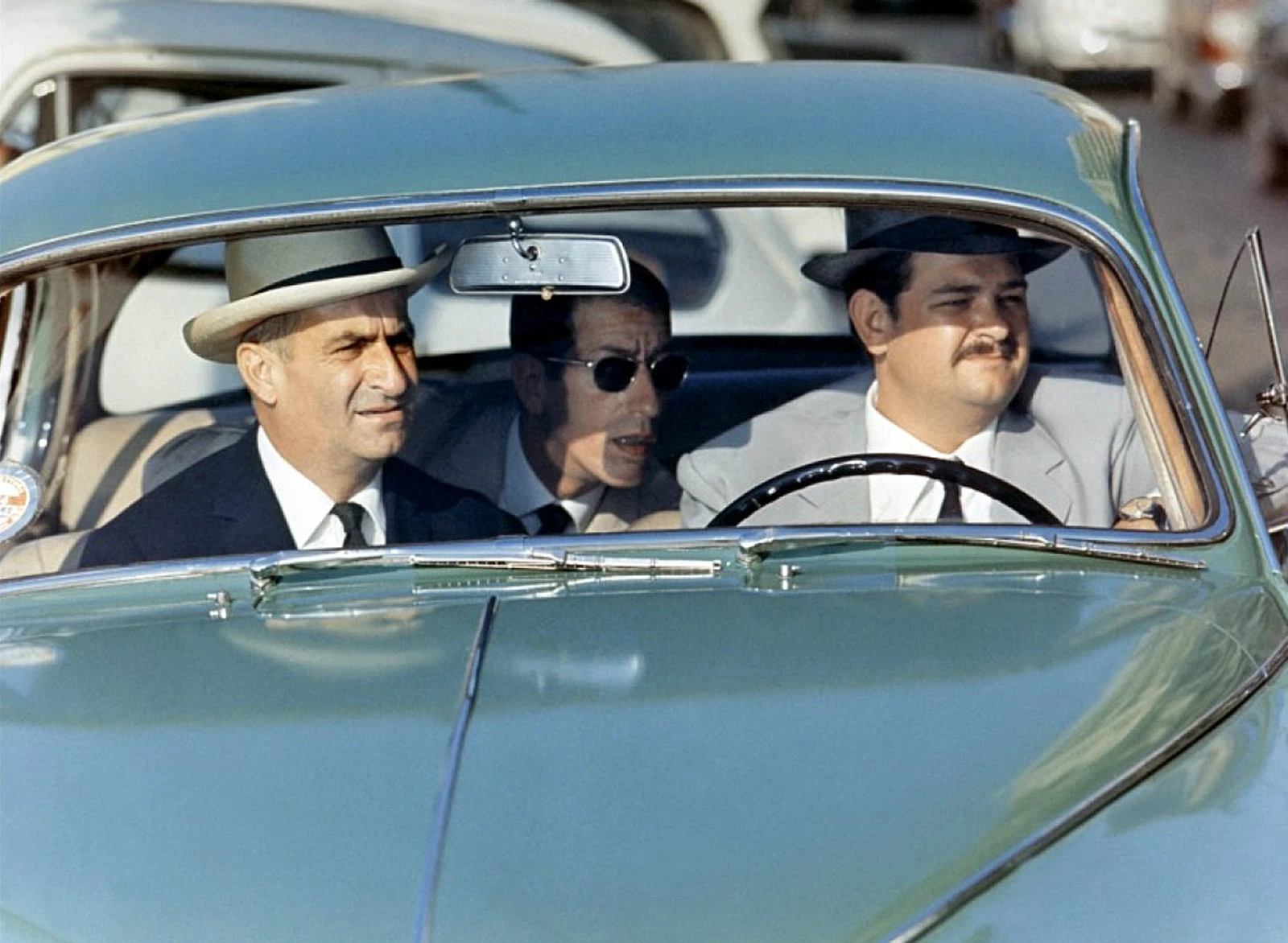
Funès ve filmu Smolař v roce 1964

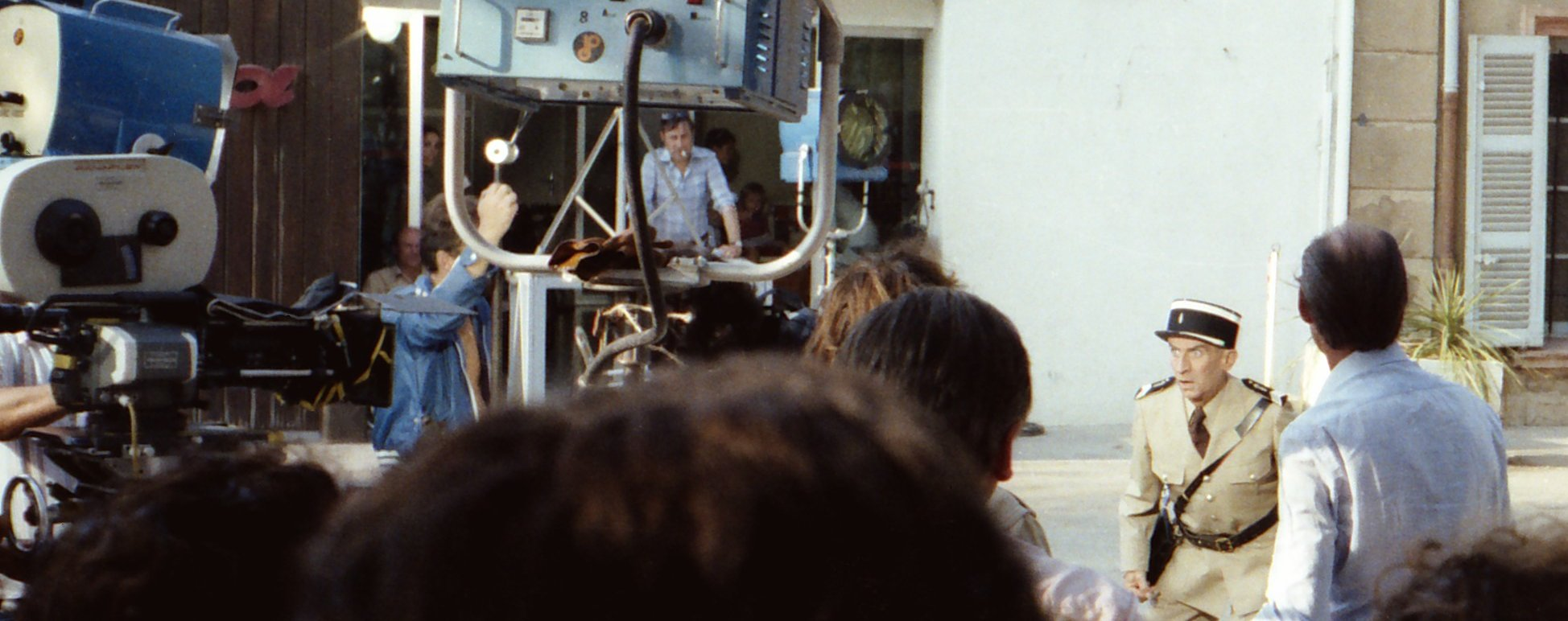
Louis de Funès při natáčení jednoho z dílů Četníků v roce 1978

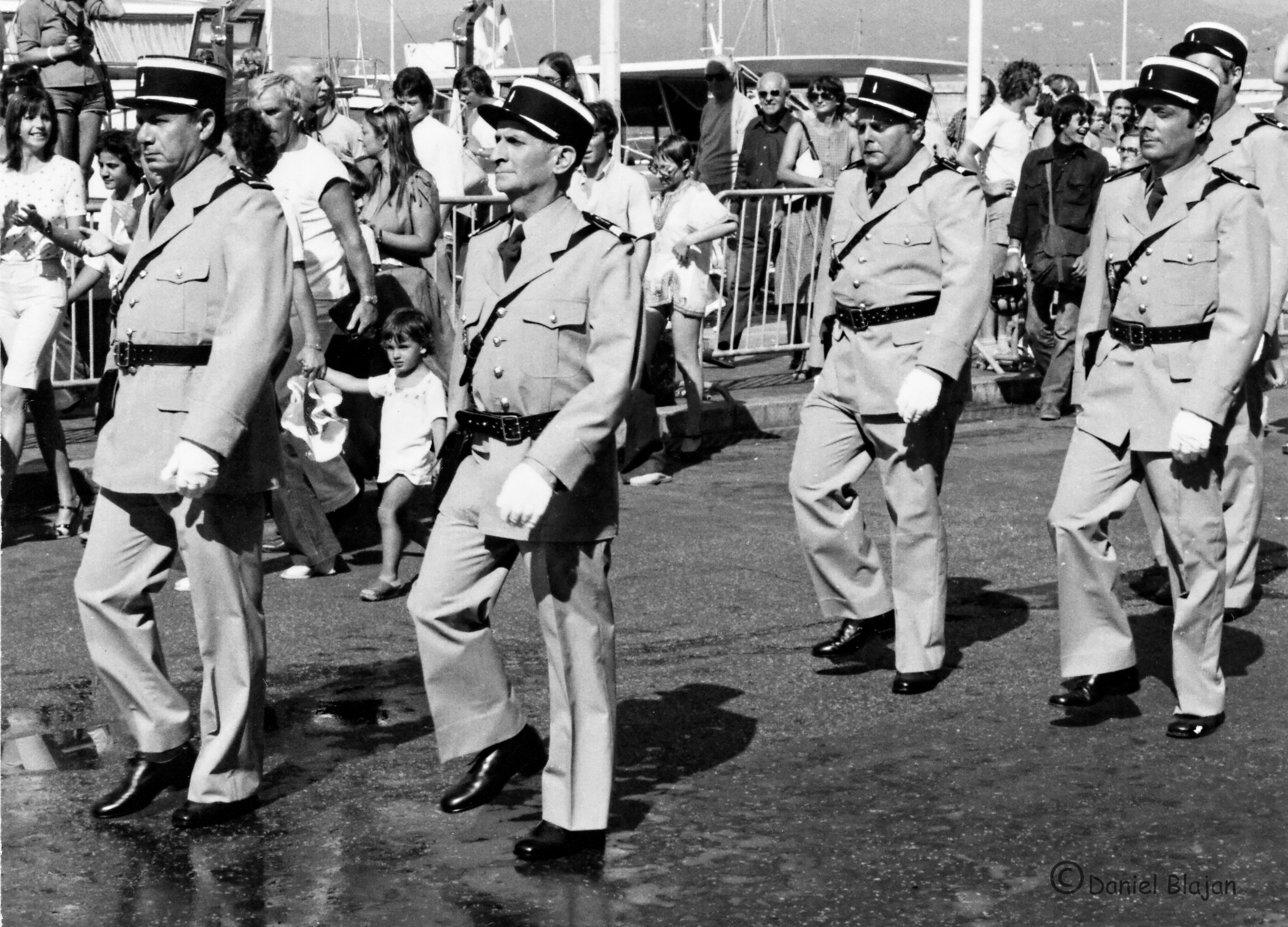
Funès a Michel Galabru ve filmu Četník a mimozemšťané

### Herecká filmografie
| 1945 | Barbizonovo pokušení (La Tentation de Barbizon) – portýr |
| 1946 | Zbývá šest hodin (Six heures à perdre) – šofér Poslední úkryt (Dernier refuge) – zaměstnanec jídelního vozu Antoine a Antoinetta (Antoine et Antoinette) – host na svatbě Zámek poslední šance (Le Château de la dernière chance) – statista |
| 1947 | Plavba za neznámým (Croisière pour l'inconnu) – statista, kuchař |
| 1948 | Guesclin (Du Guesclin) – statista, astrolog |
| 1949 | Schůzka se štěstím (Rendez-vous avec la chance) – číšník v kavárně Miluji jen tebe (Je n'aime que toi) – dirigent Mise v Tangeru (Mission à Tanger) – statista Právě vyšlo (Vient de paraître) – statista Můj přítel Sainfoin (Mon ami Sainfoin) – průvodce Boží soud (Le jugement de dieu) – statista Na shledanou, pane Grocku (Au revoir, monsieur Grock) – statista, divák Ademaï na hranicích (Ademaï un poteau-frontière) – statista Milionáři na jeden den (Millionnaires d'un jour) – statista, advokát Žádný víkend pro naši lásku (Pas de week-end pour notre amour) – Constantin Jistý pán (Un certain monsieur) – statista |
| 1950 | Nábřeží Grenelle (Quai de Grenelle) – statista Král Blablabla (Le roi du Bla-bla-bla) – Gino Náměsíčník Bonifác (Boniface somnambule) – podezřívavý manžel Ulice bezpráví (La rue sans loi) – Hippolyte Slaměný milenec (L'amant de paille) – Bruno Rudá růže (La rose rouge) – básník Něžné šílenství (Folie douce) – statista Bibi Fricotin – statista Knock – statista, muž, který zhubl o deset gramů Kolemjdoucí (La passante) – statista, zdymadlář Adresát neznámý (Sans laisser d'adresse) – statista, budoucí otec Život je hra (La vie est jeu) – statista |
| 1951 | Hráči (Les jouers) – statista Láska pod deštníkem (Un amour de parapluie) – statista Bar na prodej (Boîte à vendre) – statista Juniorští šampioni (Champions juniors) – statista Cesta do Ameriky (Le voyage en Amerique) – statista, zaměstnanec Air France Žádná dovolená pro pana starostu (Pas de vacances pour monsieur la maire) – statista, poradce Moje žena je skvělá (Ma femme est formidable) – statista, turista Bylo jich pět (Ils ètaient cinq) – statista, Albert Jed (Le poison) – André Pan Leguignon, lampář (Monsieur Leguignon, lampiste) – statista, soudce Sedm smrtelných hříchů (Les sept péchés capitaux) – Martin Gaston Krocan (Le dindon) – ředitel Sňatková kancelář (Agence matrimoniale) – statista, chodec Dlouhé zuby (Les dents longues) – statista, barman Lehká holka (La putain respecteuse) – statista, host nočního podniku Vlci loví noc (Les loups chassent la nuit) |
| 1952 | Osmé umění a styl (Le huitième art et la manière) Láska není hřích (L'amour n'est pas un péché) – statista, podnájemník Pan taxi (Monsieur taxi) – statista, malíř Byl jsem tím třikrát (Je l'ai été trois fois) – statista, herec Pařížští vrabci (Moineaux de Paris) – statista Zmizení pana Perla (La fugue de monsieur Perle) – statista, blázen Lehce a krátce oblečený (Lègere et court vetue) – Duvernois Ona a já (Elle et moi) – statista, číšník v kavárně K čertu s ctností! (Au diable la vertu!) – statista Život poctivého člověka (La vie d'un honnete homme) – Emil |
| 1953 | Bubeník (Tambour battant) Smích (Rire) Ložnice dospívajících děvčat (Dortoir des grandes) – fotograf Triboudot Podivná touha pana Barda (L'étrange désir de Monsieur Bard) – pan Chanteau Můj brácha ze Senegalu (Mon frangin du Senegal) – doktor Kapitán Pantofle (Captaine Pantoufle) – pan Rachoux Zelené obilí (Le blé en herbe) – promítač Rytíř noci (Le chevalier de la nuit) – krejčí Víkend v Paříži (Week-end à Paris) – Célestin Mam'zelle Nitouche – statista, ubytovatel Trápení (Tourments) – Eddie Gorlier, detektiv) Tajemství Heleny Marimonové (Le secret d'Hélène Marimon) – Ravan, zahradník Důvěřuj mi (Faites-moi confiance) – Tumlatum Družky noci (Les compagnes de la nuit) – statista, host Piráti z Buloňského lesa (Les corsaires du bois de Boulogne) – komisař |
| 1954 | Intrikáni (Les intrigantes) – Mercange Muži myslí jenom na to (Les hommes ne pensent qu'à ça) – manžel Necudní (Impures) – statista S vyloučením veřejnosti (Huis-clos) – číšník v hotelu Napoleon – voják Kočky nastolují právo (Les pépées font la loi) – Jeannot Aprílový žert (Poisson d'avril) – porybný Královna Margot (La reine Margot) – astrolog René Manželské scény (Scènes de ménage) – Boulingrin Beran s pěti nohama (Le mouton à cinq pattes) – Pilát Ach, ty krásné bakchantky (Ah! Les belles Bacchantes) – komisař Leboeuf Schodiště pro služebnictvo (Escalier de service) – Césare Grimaldi Otec, matka, služka a já (Papa, maman, la bonne et moi) – pan Calomen, soused |
| 1955 | Ingrid, příběh fotomodelky (Ingrid, die Geschichte eine Fotomodells) – d'Arrigo Nemožný pan domovník (L'impossible monsieur pipelet) – strýček Robert Frou-Frou – plukovník Cousinet-Duval Otec, matka, moje žena a já (Papa, maman, ma femme et moi) – pan Calomel, soused Dobrý den, úsměve (Bonjour sourire) – Bonoeil Tátova parta (La bande à papa) – inspektor Victor Merlerin Husaři (Les Hussards) – kostelník Kdyby nám Paříž vyprávěla (Si Paris nous était conté) – Antoine Allègre Děti na rozdávání (Bébés à gogo) – Célestin Rabier |
| 1956 | Právo ulice (La loi des rues) – Paulo O délku hlavy (Courte tête) – Prosper Napříč Paříží (La traversée de Paris) – uzenář, hokynář |
| 1957 | Smolař (Comme un cheveu sur la soupe) – Pierre Cousin, skladatel Nevídáno neslýcháno (Ni vu ni connu) – Blaireau, pytlák |
| 1958 | Totò v Madridu (Toto à Madrid) – profesor Francisco Montiel Taxi, maringotka a korida (Taxi, roulotte et corrida) – Maurice Berger, řidič taxíku Život ve dvou (La vie à deux) – Stéphane |
| 1959 | Filutové (Frippouillard et cie) – Ettore Curto, finanční poradce Můj kámoš cikán (Mon pote le gitan) – Védrines, nakladatel Někdo to rád studené (Certain l'aiment froide) – Ange Galopin |
| 1960 | Mrzáci (Les Tortillards) – pan Durand Candide aneb Optimismus 20. století (Candide ou L'optimisme au XX. siècle) – gestapák Kapitán Fracasse (Le capitaine Fracasse) – Scapin |
| 1961 | Zločin se nevyplácí (Le crime ne paie pas) – barman Výhodná koupě (La belle americaine) – Viralat, vrchní účetní Bubliny ve vodě (Dans l'eau fait des bulles) – pan Hernzer |
| 1962 | Ďábel a desatero (Le diable et dix commandements) – Antoine Vaillant Pomsta (La Vendetta) – Amoretti Gentleman z Epsomu (Le gentleman d'Epsom) – Gaspard Ripeux, šéfkuchař Karamboly (Carambolages) – Charolais, generální ředitel |
| 1962 | Děti štěstí (Les veinards) – pan Beaurepaire, obchodník Svit měsíce nad Maubege (Un clair de lune à Maubeuge) Pojedeme do Deauville (Nous irons a Deauville) |
| 1963 | Nebožtíci (Des pissenlits par la racine) – žokej Jack Pouic-Pouic – Léonard Monestier, obchodník |
| 1964 | Jak vykrást banku (Faites sauter la banque) – Victor, majitel obchodu s loveckými potřebami Myš mezi lidmi (Une sourir chez les hommes) – Marcel Četník ze Saint Tropez (Le gendarme de Saint-Tropez) – Ludovic Cruchot, četník Fantomas (film, 1964) – komisař Juve Smolař (Le corniaud) – Leopold Saroyan, obchodní ředitel |
| 1965 | Fantomas se zlobí (Fantomas se déchaîne) – komisař Juve Požitkáři (Un grand seigneur) – Léon Haudepin, ředitel pojišťovny a majitel bordelu Četník v New Yorku (Le gendarme à New York) – Ludovic Cruchot, četník |
| 1966 | Velký flám (La grande vadrouille) – Stanislas LeFort, dirigent Fantomas kontra Scotland Yard (Fantomas contre Scotland Yard) – komisař Juve Grand restaurant pana Septima (Le grand restaurant) – pan Septime, majitel proslulé restaurace |
| 1967 | Oskar (Oscar) – Bernard Barnier, generální ředitel Senzační prázdniny (Les grandes vacances) – Charles Bosquier, ředitel gymnázia Tonoucí se stébla chytá (Le petit baigneur) – Fourchaume, majitel loděnice |
| 1968 | Tetovaný (Le tatoué) – Félicien Mézaray, antikvář Četník se žení (Le gendarme se marie) – Ludovic Cruchot, četník |
| 1970 | Hibernatus – Hubert de Tartas, bohatý továrník Piti Piti Pa (L'Homme-orchestre) – Evan Evans, ředitel baletního souboru Četník ve výslužbě (Le gendarme en balade) – Ludovic Cruchot, četník Na stromě (Sur un arbre perché) – Henri Roubier, průmyslník |
| 1971 | Jo – Antoine Brisebard, úspěšný autor Pošetilost mocných (La folie des grandeurs) – don Salluste, králův ministr |
| 1973 | Dobrodružství rabína Jákoba (Les aventures de rabbi Jacob) – Victor Pivert, průmyslník |
| 1976 | Křidýlko nebo stehýnko (L'aile ou la cuisse) – Charles Duchemin, degustátor, šéf výrobny, průvodce |
| 1978 | Jeden hot a druhý čehý (La zizanie) – Guillaume Daubray-Lacaze, starosta a podnikatel |
| 1979 | Lakomec (L'avare) – Harpagon Četník a mimozemšťané (Le gendarme et les extra-terrestres) – Ludovic Cruchot, četník |
| 1981 | Zelňačka (La soupe aux choux) – Claude Ratinier, venkovan |
| 1982 | Četník a četnice (Le gendarme et les gendarmettes) – Ludovic Cruchot, četník |

### Režijní filmografie
- 1979 Lakomec

### Podíl na scénářích
- 1981 Zelňačka

### Divadelní role

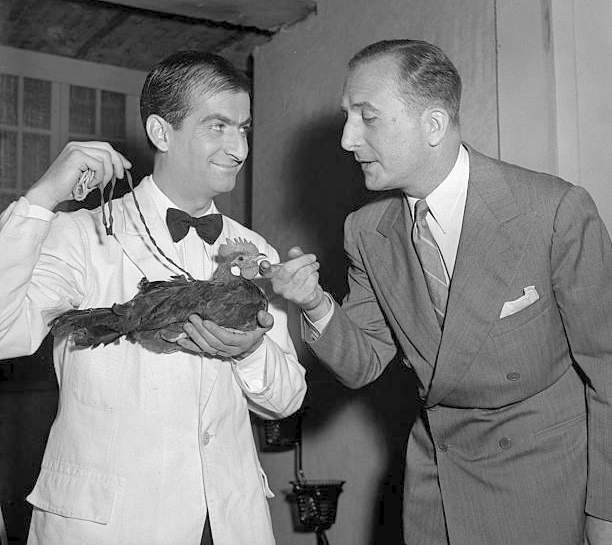
Funès v divadelní hře Sans cérémonie v roce 1952

- Slaměný milenec (L'amant de paille) – statista
- Dům doni Bernardy – plačka
- Winterset – Hanriot
- Thermidor – tulák
- Tramvaj do stanice Touha – Pablo
- Dominika a Dominika (Dominique et Dominique) – pan Ernest
- Brouk v hlavě (La puce à l'oreille) – Augustin Feraillon
- Ach, ty krásné bakchantky (Ah! Les belles Bacchantes) – komisař Leboeuf
- Poppi – Poppi
- Miláček Ornifle – Machetu
- Zasněme se (Faisons un rêve) – manžel
- Oskar (Oscar) – Barnier
- Velký valčík (La grosse valse) – celník Roussel
- Valčík toreadorů (La valse des toreadors) – generál